# エア・ベトナム706便ハイジャック事件
エア・ベトナム706便ハイジャック事件（英語：Air Vietnam Flight 706）は、1974年9月15日、当時南ベトナムに存在した航空会社のエア・ベトナム所属の旅客機がハイジャックされ、墜落した事件である。

## 事件の概略
事件当時のエア･ベトナム706便は、ダナンからサイゴン（現在のホーチミン市）に向かう南ベトナムの国内線として運航されており、1974年9月15日の706便として運用されたボーイング727-100（機体記号 XV-NJC）には乗員8名と乗客67名が搭乗していた。
706便は飛行中に手榴弾2個を持った男にハイジャックされ、ハイジャック犯は北ベトナム（ベトナム民主共和国）の首都ハノイに飛行することを要求した。
706便の機長はハノイではなく南ベトナム国内のファンラン空軍基地へ着陸進入していたが、着陸の中止直後に、高度1,000フィートから地上に墜落、搭乗していた75名全員が死亡した。

## 事件の背景
ハイジャック犯も含め乗員乗客の全員が死亡したため、犯行動機は不明である。ただ、墜落は要求に応じなかった機長に対して、ハイジャック犯が操縦室で手榴弾を爆発させたためと推測されている。